# Dorika sanguinolenta
Dorika sanguinolenta là một loài bướm đêm trong họ Noctuidae.